# Zatrephus spinosus
Zatrephus spinosus là một loài bọ cánh cứng trong họ Cerambycidae.